# Schöffau (Uffing am Staffelsee)
Schöffau (bzw. die Schöffau) ist eine ehemalige Gemeinde und heute Gemeindeteil der Gemeinde Uffing am Staffelsee im Landkreis Garmisch-Partenkirchen (Oberbayern, Bayern).

## Geografie
Das Kirchdorf Schöffau liegt etwa 5,5 Kilometer westlich vom Uffinger Ortskern im bayerischen Alpenvorland. Es befindet sich in einem Talkessel, der ringsum von meist bewaldeten Höhen umschlossen ist an der nördlichen Landkreisgrenze zum Landkreis Weilheim-Schongau.
Die Kreisstraße GAP 2 verbindet die Schöffau mit Uffing im Osten und Böbing im Nordwesten.
Zur Gemeinde Schöffau gehörten folgende Gemeindeteile:
- Brand (Einöde)
- Buch (Einöde)
- Filzbauer (Einöde)
- Grub (Einöde)
- Guggenberg (Einöde)
- Harberg (Weiler)
- Hechenrain (Weiler)
- Höldern (Einöde)
- Kalkofen (Einöde)
- Kirnberg (Einöde)
- Luketsried (Einöde)
- Matzlmoos (Einöde; im Ortsverzeichnis 1950 nicht mehr erwähnt)
- Saliter (Einöde)
- Sallach (Einöde)
- Schachmoos (Einöde)
- Schöffau (Kirchdorf)
- Spindler (Einöde)
- Streicher (Einöde)
- Tafertshofen (Einöde)
- Unkunde(n)wald (Weiler; im Ortsverzeichnis 1900 nicht mehr erwähnt)
- Völlenbach (Weiler)

## Geschichte
Im Jahr 1818 entstand durch das Gemeindeedikt die Gemeinde Schöffau im Bezirksamt Weilheim, dem späteren Landkreis Weilheim in Oberbayern. Im Zuge der Gebietsreform in Bayern kam die Gemeinde am 1. Juli 1972 zum Landkreis Garmisch-Partenkirchen. Zum 1. Januar 1978 erfolgte die Eingemeindung nach Uffing. Die eigenständigen Strukturen haben sich jedoch im Vereinswesen erhalten. So gibt es einen Gebirgstrachtenerhaltungsverein, eine Jagdgenossenschaft, einen Junggesellenverein, einen Musikverein, eine Schützengesellschaft, einen Sportclub und einen Veteranen- und Kriegerverein. Die Freiwillige Feuerwehr Schöffau besitzt zwei Fahrzeuge.

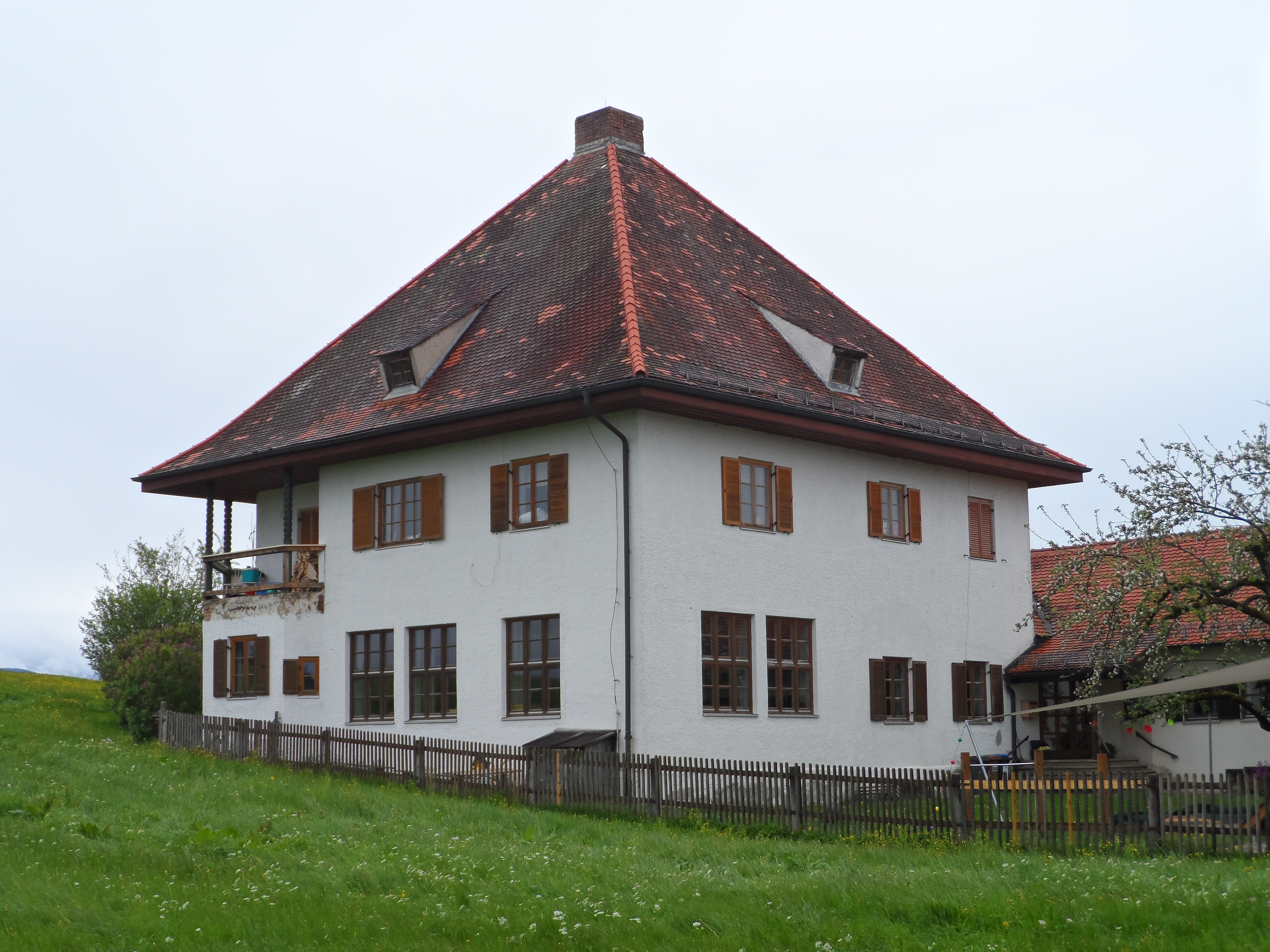
Ehemaliges Schulhaus

In Schöffau befand sich eine Schule, die um 1910 in ein neues Schulhaus einzog, welches heute unter Denkmalschutz steht.
In den Jahren 1936 und 1958 führte die 18. bzw. 33. Internationale Sechstagefahrt durch die Schöffau.
| Jahr | Gemeinde  | Gemeinde                          | Kirchdorf | Kirchdorf                         |
| Jahr | Einwohner | Gebäude (ab 1885 nur Wohngebäude) | Einwohner | Gebäude (ab 1885 nur Wohngebäude) |
| ---- | --------- | --------------------------------- | --------- | --------------------------------- |
| 1825 |           |                                   | 22        | 4                                 |
| 1864 | 360       | 87                                | 75        | 19                                |
| 1871 | 323       | 119                               | 69        | 27                                |
| 1885 | 356       | 60                                | 79        | 15                                |
| 1900 | 302       | 63                                | 77        | 16                                |
| 1925 | 335       | 53                                | 83        | 15                                |
| 1950 | 414       | 61                                | 118       | 19                                |
| 1970 | 300       |                                   | 116       |                                   |
| 1987 | 392 1     | 90 1                              | 163       | 38                                |
| 2018 |           |                                   | ca. 380   |                                   |

## Religion

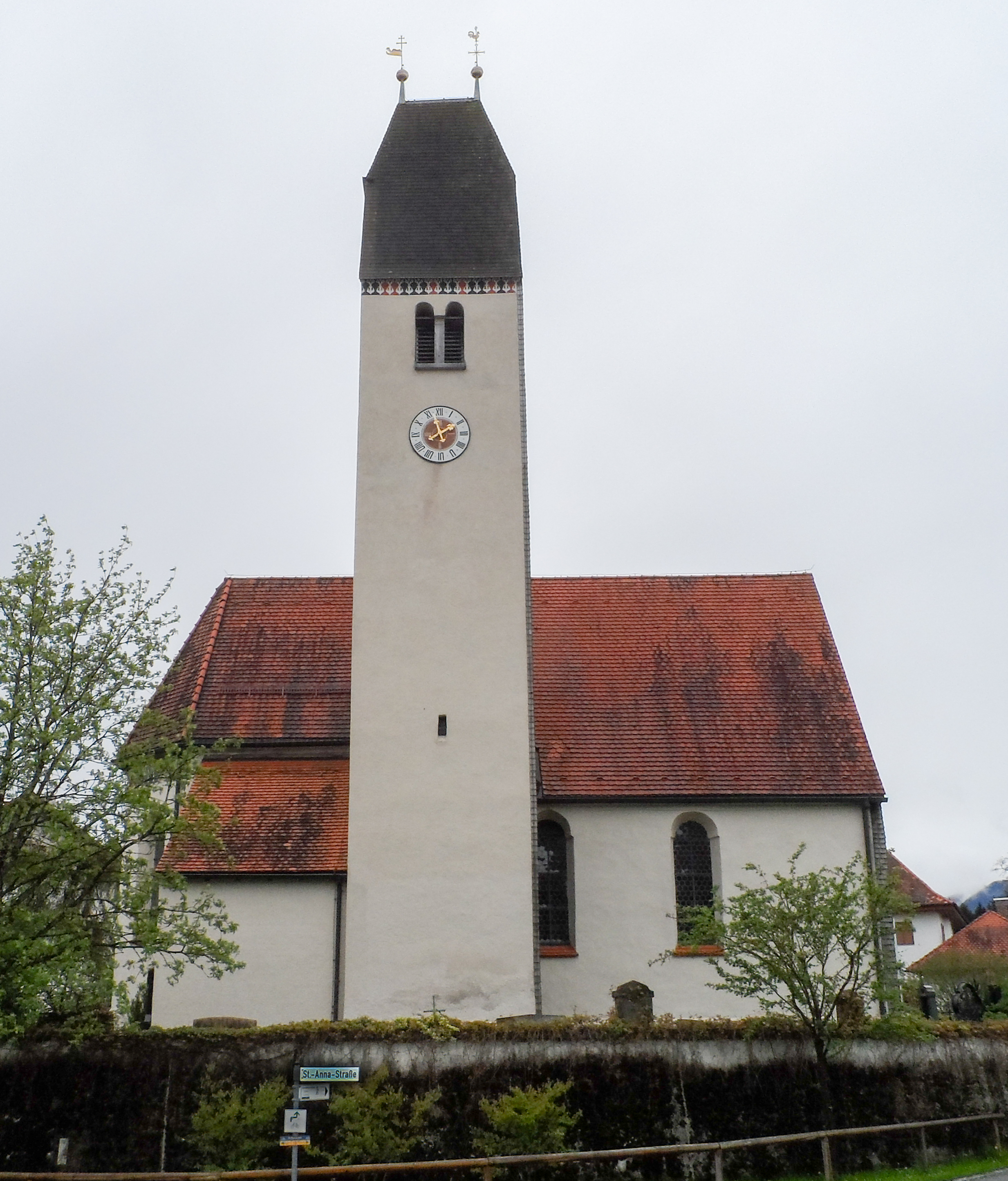
St. Anna

Schöffau bildet eine katholische Expositur in der Pfarrei Seehausen am Staffelsee, die seit Oktober 2002 mit den Pfarreien Uffing und Spatzenhausen die Pfarreiengemeinschaft Uffing bildet. Die Kirche St. Anna wurde um 1621 erbaut.
Bis mindestens 1925 lag der Anteil der Katholiken an den Einwohnern der Gemeinde über 99 %.